# Edwin O. Keeler

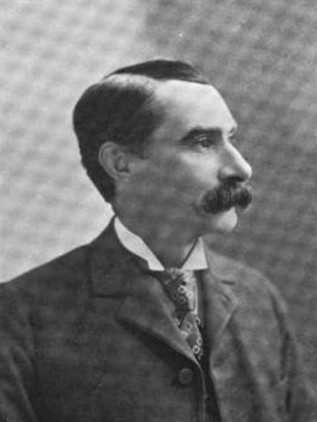
Edwin O. Keeler

Edwin Olmstead Keeler (* 12. Januar 1846 in Ridgefield, Connecticut; † 4. Dezember 1923 in Norwalk, Connecticut) war ein US-amerikanischer Politiker. Zwischen 1901 und 1903 war er Vizegouverneur des Bundesstaates Connecticut.

## Werdegang
Über die Jugend und Schulausbildung von Edwin Keeler ist nichts überliefert. Er arbeitete im Lebensmittelhandel und als Bankier. Politisch schloss er sich der Republikanischen Partei an. Zwischen 1893 und 1896 saß er als Abgeordneter im Repräsentantenhaus von Connecticut; in den Jahren 1893 und 1894 war er gleichzeitig Bürgermeister von Norwalk. Im Juni 1896 nahm er als Delegierter an der Republican National Convention in St. Louis teil, auf der William McKinley als Präsidentschaftskandidat nominiert wurde. Von 1897 bis 1900 gehörte er dem Senat von Connecticut an.
Im Jahr 1900 wurde Keeler an der Seite von George P. McLean zum Vizegouverneur seines Staates gewählt. Dieses Amt bekleidete er zwischen 1901 und 1903. Dabei war er Stellvertreter des Gouverneurs und Vorsitzender des Staatssenats. Seit dem 13. Mai 1868 war er mit Sarah Velina Whiting verheiratet. Er starb am 4. Dezember 1923 in Norwalk.